# Edwin Płażek
Edwin Płażek (9. září 1842 Lvov – 20. dubna 1925 Lvov) byl rakouský vysokoškolský pedagog a politik polské národnosti z Haliče, na konci 19. století poslanec Říšské rady.

## Biografie
Byl úředníkem. Zastával funkci viceprezidenta zemské školní rady. Jeho otec Józef Płażek byl důstojníkem.
Byl i poslancem Říšské rady (celostátního parlamentu Předlitavska), kam usedl ve volbách roku 1891 za kurii venkovských obcí v Haliči, obvod Zoločiv atd. Rezignace byla oznámena na schůzi 14. prosince 1895. V parlamentu ho pak nahradil Anatol Vachnjanyn. Ve volebním období 1891–1897 se uvádí jako Dr. Edwin Plažek, c. k. místodržitelský rada, bytem Lvov.
Ve volbách roku 1891 se uvádí jako kandidát Polského klubu.
Jeho syn Edwin Płażek mladší byl chemikem.